# Peter Prosper
Peter Prosper (7 novembre 1967) è un ex calciatore trinidadiano, di ruolo attaccante.

## Carriera

### Club
Ha giocato nella massima serie dei campionati trinidadiano e libanese.

### Nazionale
Con la nazionale trinidadiana ha preso parte alla CONCACAF Gold Cup 1998, e tra il 1995 ed il 2003 ha totalizzato complessivamente 18 presenze ed 8 reti.

## Palmarès

### Club

#### Competizioni nazionali
- Trinidad & Tobago FA Cup: 1

United Petrotrin: 1995
- Campionato libanese: 2

Ansar: 1997-1998, 1998-1999
- Coppa del Libano: 2

Ansar: 1999, 2002

#### Competizioni internazionali
- CFU Club Championship: 1

United Petrotrin: 1997